# Geissorhiza bracteata
Geissorhiza bracteata är en irisväxtart som beskrevs av Friedrich Wilhelm Klatt. Geissorhiza bracteata ingår i släktet Geissorhiza och familjen irisväxter. Inga underarter finns listade i Catalogue of Life.